# Йеди Пере
Йеди Пере или Еди Пере (на гръцки: Νεροφράκτης, Нерофрактис ,до 1927 година Γεδή Περέ, Йеди Пере) е село в Гърция, част от дем Доксат на област Източна Македония и Тракия.

## География
Селото се намира в Драмското поле на 12 километра южно от град Драма на надморска височина от 48 m.

## История

### В Османската империя
В началото на XX век Йеди Пере е село в Драмска каза на Османската империя. Според Васил Кънчов („Македония. Етнография и статистика“) в 1900 година Еди Пере има 700 жители турци.

### В Гърция
След Междусъюзническата война в 1913 година селото попада в Гърция. След Лозанския договор (1923), сложил край на Гръцко-турската война мюсюлманското население на Йеди Пере се изселва в Турция и на негово място са настанени гърци бежанци от Турция. В 1928 година Йеди Пере е чисто бежанско село със 120 бежански семейства и 493 души бежанци. В 1927 година е прекръстено на Нерофрактис.
Църквата в селото е посветена на Свети Димитър.
Землището на селото е силно плодородно. Произвежда се памук, жито, фуражни и други земеделски продукти, като е развито и краварството.
| Година    | 1913 | 1920 | 1928 | 1940 | 1951 | 1961 | 1971 | 1981 | 1991 | 2001 | 2011 | 2021 |
| --------- | ---- | ---- | ---- | ---- | ---- | ---- | ---- | ---- | ---- | ---- | ---- | ---- |
| Население | 719  | 485  | 565  | 837  | 914  | 940  | 739  | 775  | 795  | 724  | 584  | 446  |